# أحكام النون الساكنة والتنوين

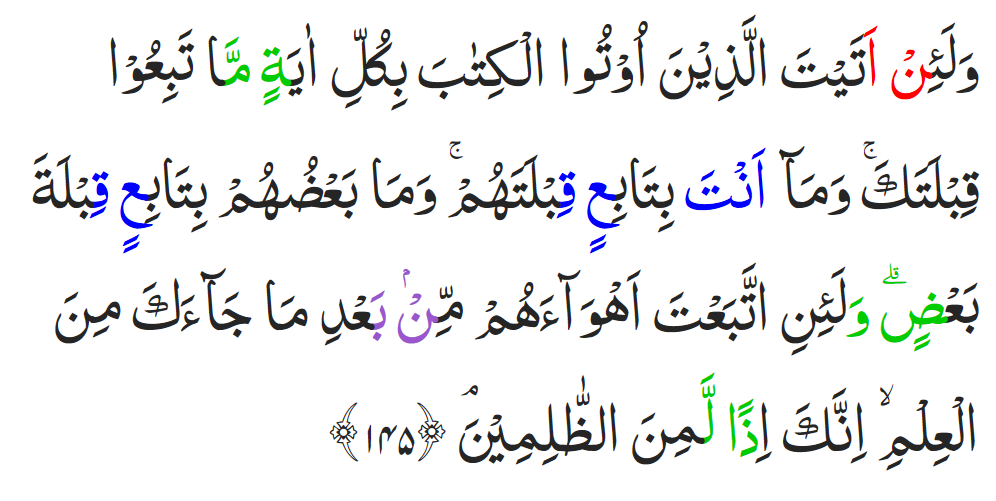

أحكام النون الساكنة والتنوين يُقصد بها الأحكام التي تحدد طريقة نُطق حرف النون الساكنة أو التنوين عند قراءة القرآن . ولها أربعة أحكام وفقا للحرف التالي لها.

## تعريف
1. النون الساكنة: هي حرف الهجاء المثبت في بناء الكلمة ولا حركة لها وتكون في الاسم أو الفعل أو الحرف، وتكون وسطا وطرفا. وتثبت خطا ولفظا ووصلا ووقفا.
2. التنوين: هو نون ساكنة زائدة تلحق آخر الأسماء لفظا لا خطا، ووصلا لا وقفا.

و أحكامها أربعة:
- الإظهار
- الإدغام.
- الإقلاب.
- الإخفاء

## الإظهار
الإظهار في اللغة: البيان.
واصطلاحا: إخراج كل حرف من مخرجه من غير غنة ظاهرة.
حروف إظهارهما: (ء)، (هـ)، (ع)، (ح)، (غ)، (خ).
مجموعة في أوائل الكلمات الآتية:
(أخي هاك علماً حازه غير خاسر)
أمثلة ذلك في المصحف
مع النون الساكنة
التركيز	مع التنوين ولا يكون إلا مع كلمتين	التركيز	من كلمتين	التركيز	من كلمة	حرف الإظهار
ُ أ	أتيه ُ أكاد	نْ أ	منْ أهل	نْئ	ينْئون	ء
ً ه	كلا ً هدينا	نْ ه	أنْ هم	نْه	ينْهون	ه
ٌ ع	سميع ٌ عليم	نْ ع	منْ عمل	نْع	أنْعمت	ع
ٌ غ	حليما ٌ غفورا	نْ غ	منْ غيرسوء	نْغ	فينْغضون	غ
ٌ ح	نار ٌ حامية	نْ ح	من ْحسنة	نْح	تنْحتون	ح
ٍٍ خ	يومئذ ٍٍ خاشعة	نْ خ	أنْ خفتم	نْخ	المنْخنقة	خ
ملحوظة: تم استخدام (ْ) بدل من (¸) لعدم إمكانية كتابتها على الحاسب
و الاثنان هما علامتي السكون في اللغة العربية ولا فرق بينهما
وفي المصحف: تعرف النون الساكنة المظهرة، بوجود رأس الحاء الصغيرة فوقها
- تعرف نون التنوين المظهرة بوجود غطاء على الضمة الأولى، مثال ذلك

أو وجود الفتحتين أو الكسرتين متوازيتين ومتقاربتين على الحرف الأخير أو تحتة في الكلمة الأولى.

## الإدغام
في اللغة: الإدخال.
واصطلاحا: التقاء حرف ساكن، بمتحرك بحيث يصيران حرفا واحدا مشددا، يرتفع اللسان عنهما ارتفاعة واحدة وقيل هو النطق بالحرفين كالثاني مشددا.
حروف إدغامهما: (ي، ر، م، ل، و، ن) مجموعة في كلمة يرملون.
الإدغام قسمان
* بغنة: حروفه (ى، ن، م، و) «ينمو».
* بغير غنة: حرفان (ر، ل) «رل».
أمثلة ذلك في المصحف
التركيز	مع التنوين	التركيز	مع النون الساكنة	نوعة	حروف الإدغام
ُ ُ يّ	فئة ُ ُ يّنصرونة	مّى	من يّعمل	بغنة	ى
ذ ٍ ن ّ	يومئذ ٍ ناعمة	انّ	ان نّظن	بغنة	ن
لُ ُ مّ	قول ُ ُ مّعروف	امّ	و ان مّن شيء	بغنة	م
ىً وّ	هدى ً
وّ رحمة	م وّ	و من وّرائهم	بغنة	و
ةٍ ر ّ	في عيشة ٍ ر ّ ضية	م رّ	من رّبهم	بغير غنة	ر
ىً ل ّ	هدى ً للمتقين	ا لّ	فان لّم تفعلوا	بغير غنة	ل
و في المصحف:
- تعرف النون الساكنة المدغمة، بعدم وجود شيء فوقها، بتقدمها لإ حدى هذه الحروف الستة، ووجود الشدة فوق الحرف المتحرك الذي بعدها.
- تعرف نون التنوين المدغمة، بوجود ضمتين متوازيتين ومتقاربتين، أو وجود الفتحتين أو الكسرتين متوازيتين ومتباعدتين عن بعضهما على الحرف الأخير في الكلمة المسبوقة لإحدى هذه الحروف الستة المشددة.
- يسمون الإدغام بغنة ناقصا، لذهاب الحرف (النون أو التنوين) وبقاء للصفة وهي الغنة.
- يسمى الإدغام بغير غنة إدغاما كاملا، لذهاب الحرف والصفة معا.
- إذا وقعت إحدى هذه الحروف الستة بعد النون في كلمة واحدة، وجب الإظهار ويسمى إظهارا مطلقا، لعدم تقيد بمواضع مخارج الحروف، وقد وقع هذا في

أربع كلمات في القرآن كلة، وهي:
- د ُنيا
- بُنيان
- ِقنوان
- ِصنوان

## الإقلاب
لغة:- تحويل الشيء عن وجهه.
اصطلاحا: جعل حرف مكان آخر. وله حرف واحد وهو (ب) فقط.
- تعرف النون الساكنة المقلبة بوجود حرف (م) رقعة أعلى حرف النون، قلب حرف الباء في كلمة أو كلمتين. مثل: ِمن‛ بعد
- تعرف نون التنوين المقلبة بوجود حرف (م) رقعة مصاحبا إحدى الحركات الضمة أو الفتحة أو الكسرة على الحرف الأخير مثل: سميعُ ‛ بصير.

## الإخفاء
لغة: الستر
واصطلاحا: النطق بالحرفين بصفة بين الإظهار والإدغام من غير تشديد مع بقاء الغنة في الحرف الأول إذا جاء بعدها إحدى الحروف ال 15 الباقية والموجودة في هذا البيت في أول حرف من كل كلمة:
و هي: (ص، ذ، ث، ك، ج، ش، ق، س، د، ط، ز، ف، ت، ض، ظ)
و أمثلة ذلك في المصحف
مع التنوين	مع النون الساكنة
التركيز	من كلمتين	التركيز	من كلمتين	التركيز	من كلمة	حرف الإخفاء
أ صالحين	قوما ًصالحين	ا صدوكم	ان صدوكم	تصروا	تنْصروا	ص
ا ذات لهب